# Piezodorus lituratus
Piezodorus lituratus es una especie de hemíptero heteróptero de la familia Pentatomidae. Se distribuyen por el Paleártico: Eurasia y norte de África.

## Galería

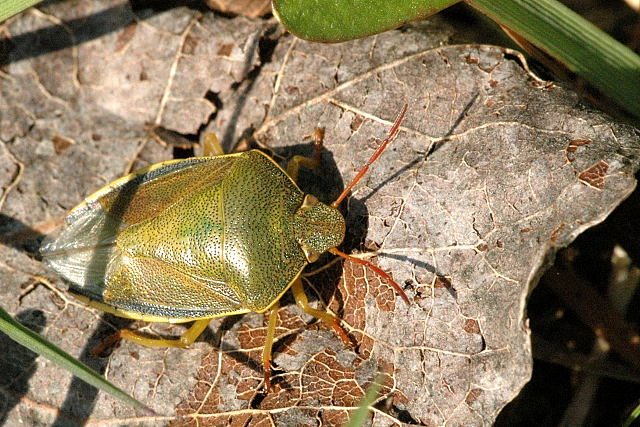
En primavera.
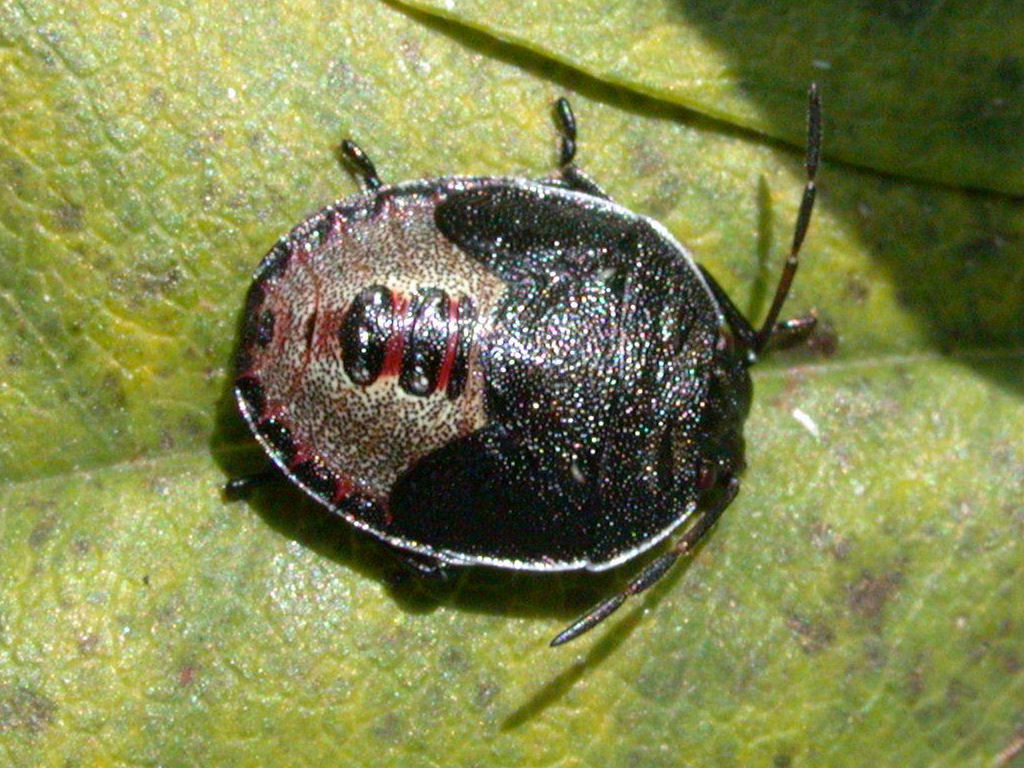
Ninfa.
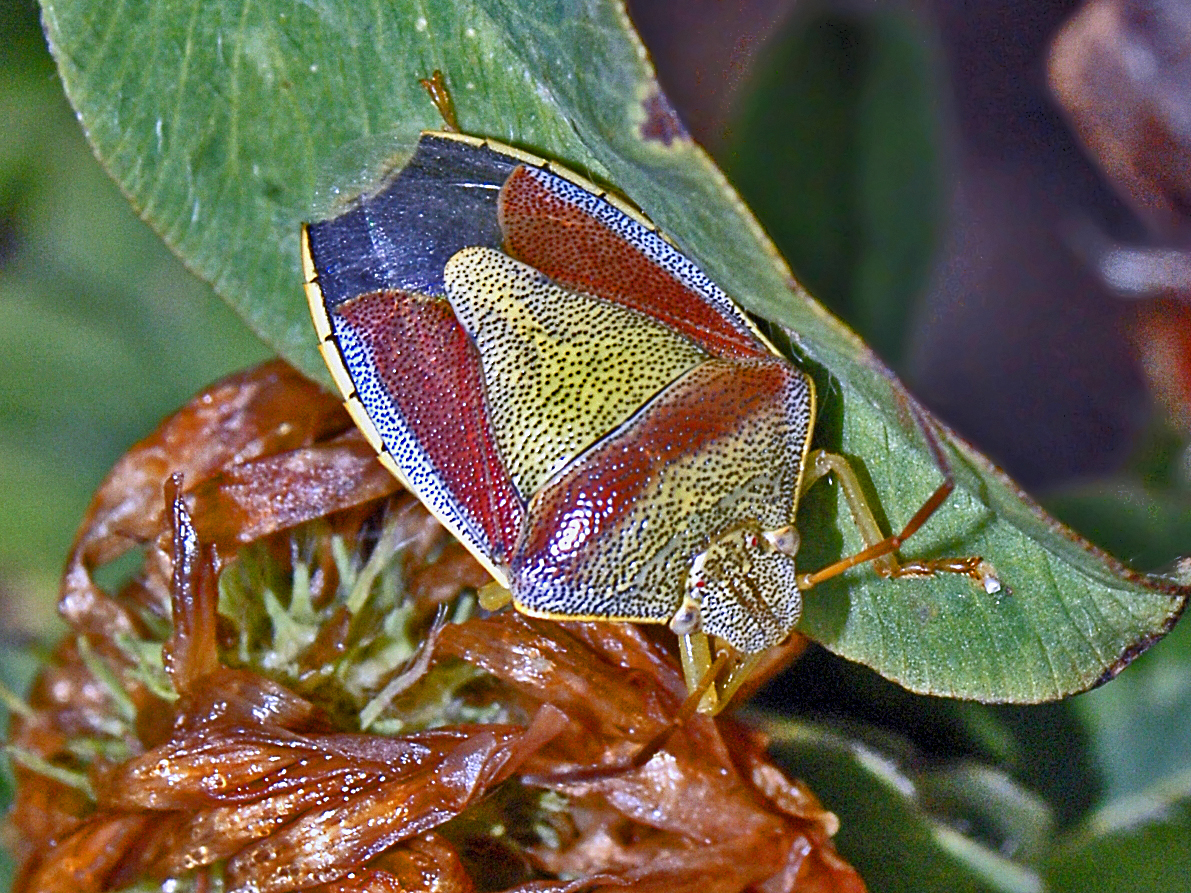
Al final del verano.